# FC Balzers
O Fussballclub Balzers é um clube de futebol com sede em Balzers, Liechtenstein. A equipe compete na Swiss 1. Liga.

## História
O clube foi fundado em 1932. 